# William J. Sears

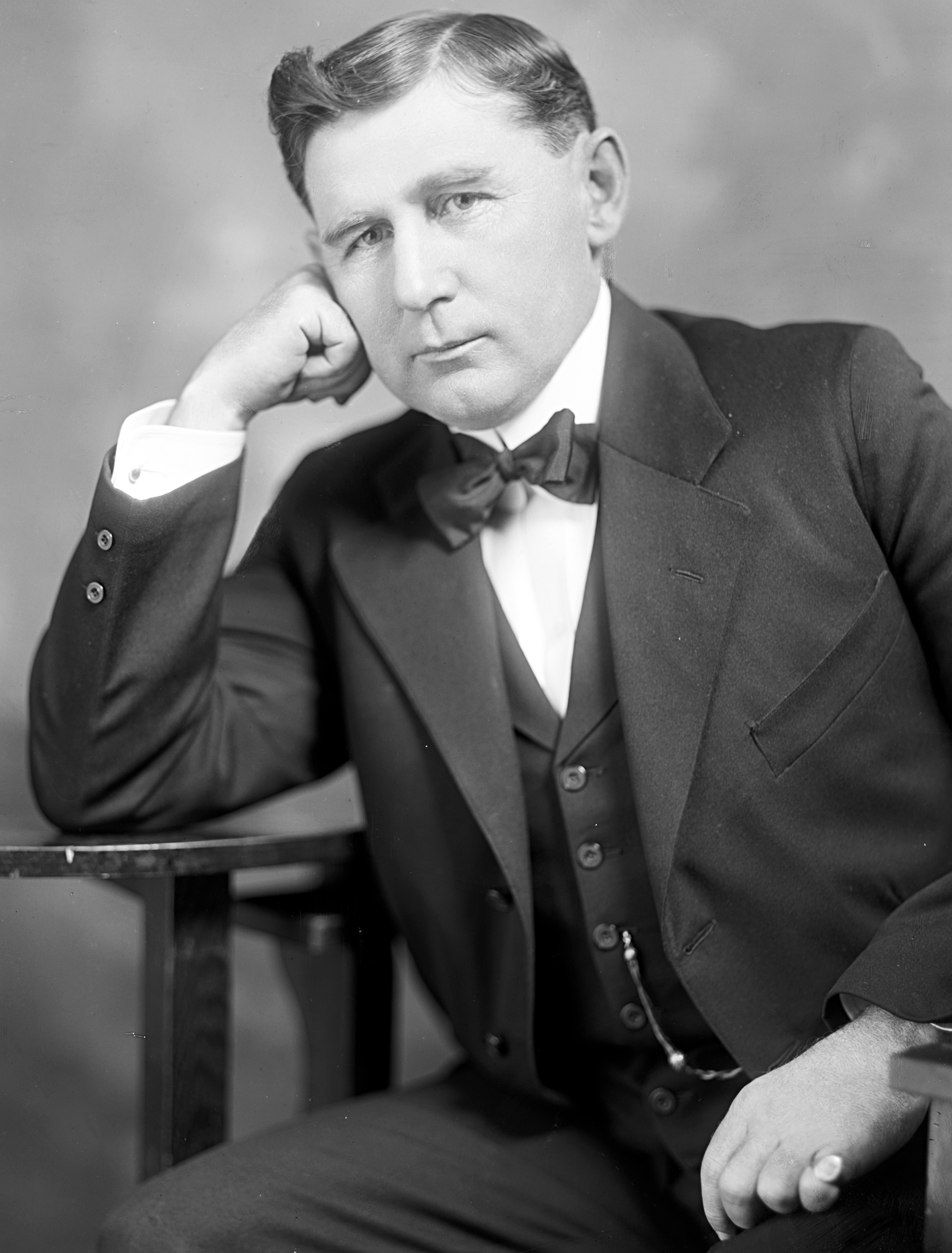
William J. Sears

William Joseph Sears (* 4. Dezember 1874 in Smithville, Lee County, Georgia; † 30. März 1944 in Kissimmee, Florida) war ein US-amerikanischer Politiker. Zwischen 1915 und 1929 sowie nochmals zwischen 1933 und 1937 vertrat er den Bundesstaat Florida im US-Repräsentantenhaus.

## Werdegang
William Sears zog noch in seiner Kindheit mit seinen Eltern nach Ellaville und dann im Januar 1881 nach Kissimmee in Florida, wo er die öffentlichen Schulen besuchte. Anschließend studierte er am Florida State College in Lake City und danach bis 1895 an der Mercer University in Macon (Georgia). Nach einem Jurastudium und seiner im Jahr 1905 erfolgten Zulassung als Rechtsanwalt begann Sears in Kissimmee in seinem neuen Beruf zu arbeiten. Zwischen 1907 und 1911 war er auch Bürgermeister dieser Stadt. In den Jahren 1905 bis 1915 fungierte er als Schulrat im Osceola County.
Politisch war Sears Mitglied der Demokratischen Partei. Bei den Kongresswahlen des Jahres 1914 wurde er im vierten Wahlbezirk von Florida in das US-Repräsentantenhaus in Washington, D.C. gewählt, wo er am 4. März 1915 die Nachfolge von Claude L’Engle antrat. Nach sechs Wiederwahlen konnte er bis zum 3. März 1929 sieben Legislaturperioden im Kongress absolvieren. In diese Zeit fielen der Erste Weltkrieg sowie die Verabschiedung des 18. und des 19. Verfassungszusatzes. Zwischen 1917 und 1919 war Sears Vorsitzender des Bildungsausschusses.
1928 wurde Sears von seiner Partei nicht zur Wiederwahl nominiert. In den folgenden Jahren praktizierte er als Anwalt in Kissimmee und Jacksonville. Bei den  Kongresswahlen des Jahres 1932 wurde er dann im damals neugeschaffenen fünften Distrikt von Florida erneut in den Kongress gewählt, wo er zwischen dem 4. März 1933 und dem 3. Januar 1937 zwei weitere Legislaturperioden verbringen konnte. In dieser Zeit wurden viele der New-Deal-Gesetze der Bundesregierung beraten und verabschiedet. Im Jahr 1933 wurde mit dem 21. Verfassungszusatz der 18. Zusatzartikel aus dem Jahr 1919 wieder aufgehoben. Dabei ging es um das Verbot des Handels mit alkoholischen Getränken.
Im Jahr 1936 verfehlte William Sears die Nominierung zur Wiederwahl. In der Folge wurde er bis 1942 Mitglied in einem Berufungsausschuss für Veteranenangelegenheiten. Danach zog er sich in den Ruhestand zurück, den er in Kissimmee verbrachte, wo er am 30. März 1944 verstarb.